# Роберто Фіоре
Роберто Фіоре (італ. Roberto Fiore; 15 квітня 1959; Рим) — італійський вкрай правий політик. Представник консервативного напрямку в неофашизмі. Обвинувачувався у причетності до терористичної діяльності періоду Свинцевих сімдесятих. Націоналіст, католицький традиціоналіст. Ідеолог «Третього шляху», засновник і лідер партії Forza Nuova («Нова сила»). Відомий виступами на підтримку Володимира Путіна і його політичного режиму.

## Праворадикальна активність в Італії, діяльність у Великій Британії
У 1977 році Роберто Фіоре очолив ультраправу студентську групу, яка переросла в організацію Terza Posizione — «Третя позиція», придерживающуюся неофашистською ідеології з ультраконсервативным ухилом. Контактував з Революційними збройними осередками Валеріо Фіораванті. У 1980 році поліцейський обшук виявив в римській штаб-квартирі Terza Posizione велику кількість зброї і вибухових речовин. Під загрозою арешту Фіоре емігрував до Великої Британії.
У Лондоні Фіоре встановив тісні зв'язки з місцевими ультранаціоналістами. Тісно співпрацював з Британським національним фронтом (BNF) і особливо персонально з Ніком Гріффіном. Після відходу Гріффіна з BNF Фіоре допомагав йому в створенні ультраправої організації ITP (International Third Position — «Міжнародна Третя позиція»). Займався ідеологічною і політичною публіцистикою, в дусі ультраправого традиціоналізму. Пропагував погляди Юліуса Еволи.
У 1985 році італійський суд заочно визнав Фіоре винним у створенні терористичної організації. Фіоре був арештований в Лондоні і кілька місяців провів в ув'язненні. Висувалися вимоги депортації Фіоре з Британських островів, відхилені урядом за недостатньою обґрунтованістю.
Британські ліві джерела стверджували, ніби Фіоре був секретним співробітником SIS. Аналогічне вказівка міститься у звіті 1991 року, представленому комітетом Європарламенту з розслідування расизму і ксенофобії 1991 року. Однак документально підтверджені докази на цей рахунок відсутні.
У 1986 році Роберто Фіоре і Массімо Морселло за допомогою Гріффіна заснували товариство Meeting Point, пізніше перейменоване в Easy London — структуру, допомагала іноземним та іногороднім студентам і робочим обгрунтовуватися в Лондоні. У серпні 2007 року Фіоре очолив центр вивчення англійської мови для іноземних студентів. Займався також риэлтерским бізнесом в агентстві нерухомості Euro Agency UK Ltd (бухгалтерами фірми були батьки Ніка Гріффіна).

## Повернення в Італію, ультраконсервативный курс
У 1997 році за ініціативою Фіоре (ще знаходився у Великій Британії) в Італії була заснована націонал-традиціоналістська партія Forza Nuova — «Нова сила». У 1999 році Фіоре повернувся на батьківщину і з тих пір незмінно очолює партію.
У 2004 році Роберто Фіоре з «Новою силою» приєднався до коаліції Соціальна альтернатива, в яку входили також «Соціальна дія» Алессандри Муссоліні та Соціальний національний фронт Адріано Тильгера. Коаліція проіснувала до парламентських виборів 2006 року. 8 березня 2007 Фіоре підписав Patto d Azione (Пакт дій) з «Соціальною дією» Муссоліні, організацією Volontari Nazionali («Національні добровольці», структура, що відбувається з силових підрозділів Італійського соціального руху) і партією Піно Раути Рух соціальної ідеї. Через деякий час до пакту приєднався Соціальний національний фронт Тильгера. Передбачалося спільне виступ на парламентських виборах 2008. Була знову символічно зафіксована спроба консолідації ультраправих. Однак проект Patto d Azione не отримав розвитку через швидкий відхід Алессандри Муссоліні в партію Берлусконі.
На виборах 2008 року партія Фіоре блокувалася з Fiamma Tricolore. Згодом партія дистанціювалася від коаліцій, негативно ставиться до інших правим силам, вважаючи їх «американської агентурою». Електоральних успіхів не досягала, в парламенті та місцевих органах влади не представлена. У 2008—2009 Роберто Фіоре був депутатом Європарламенту (автоматично замінивши за списком сдавшую мандат Алессандра Муссоліні).
У 2008 році Роберто Фіоре виступав спікером «нордичного» фестивалю Nordiska Festivalen в Швеції. 23 жовтня 2008 року брав участь у будапештському святкуванні річниці Угорського антикомуністичного повстання 1956. У 2009 році виступав з промовою на щорічному фестивалі Британської національної партії Red White & Blue.

Фіоре засудив повстання Арабської весни 2011 року, підтримував режими Муамара Каддафі в Лівії та Асада у Сирії. У березні 2011 року він очолив демонстрацію проти нелегальної імміграції лівійських біженців на острові Лампедуза.

Якщо уряд продовжує нехтувати своїм обов'язком захищати громадян, а також територіальну цілісність Італії і Європи, ми приймемо цей виклик.
Роберто Фіоре

Роберто Фіоре дотримується різко антиамериканської позиції. Висуває гасла «Третього шляху», альтернативного капіталізму і комунізму. Відстоює традиційні католицькі цінності. При цьому позиціонує себе як фашиста, вважає своїми вчителями Джорджіо Альмиранте і Піно Раути. Засуджує спроби «з'єднувати фашизм з демократією» (що було характерно для політики Альмиранте).

## Зв'язки в Росії, підтримка Володимира Путіна
Роберто Фіоре і «Нова сила» відносяться до тієї частини європейського ультраправого руху, яка симпатизує Володимиру Путіну і його політичного режиму.

Марін Ле Пен говорить про спільні цінності з російським президентом, італієць Роберто Фіоре захоплюється його традиціоналістськими принципами, угорець Габор Вона прагне брати приклад з кримської операції за територіальним приросту. І всіх їх приваблює виражений антиамериканізм нинішньої Москви.

У квітні 2013 року Фіоре відвідав Москву, де зустрівся з представниками російських консервативно-націоналістичних сил. Брали участь представники етнополітичного об'єднання «Русские», Російського загальнонародного союзу, інших організацій подібного спрямування.

Незважаючи на зв'язку «Нової сили» з українською націоналістичною партією «Свобода» і первинне схвалення українського революційного руху 2013—2014, партія Фіоре рішуче підтримала приєднання Криму до Російської Федерації і схвалила політичний курс Москви в українському конфлікті.

Італійський народ зрозумів і розділив вибір кримського народу. Парламент Італії, на жаль, дивиться на цю ситуацію очима Америки і не підтримує досить обґрунтовану і актуальну політику Росії… Мені дуже важко дати раду моїм європейським колегам. До тих пір поки вони будуть дотримуватися американських поглядів, вони не зможуть встановити взаємини з Росією, незважаючи на те, що Росія в цій ситуації заслуговує загального розуміння і поваги.
Роберто Фіоре

"Нова сила" — поряд з французьким Національним фронтом, угорським Йоббиком, Британської національної партією, бельгійським Фламандським інтересом, польської «Фалангою» — брала участь у конференції в Ялті 29-30 серпня 2014 року в підтримку політики РФ.
22 березня 2015 року Роберто Фіоре був одним з основних західноєвропейських учасників «Міжнародного російського консервативного форуму», що відбувся у Санкт-Петербурзі. У своїй промові він робив акцент на традиційних цінностях християнської моралі, при цьому характеризуючи Москву як «Третій Рим». Присутність Фіоре, який «позиціонує себе прямо як фашиста», викликало особливе обурення ліберальних критиків форуму.

## Особисті особливості
Роберто Фіоре досконало володіє англійською мовою.
Роберто Фіоре — переконаний прихильник традиційно-патріархальних цінностей в особистому побуті. Він батько 11 дітей.